# 皮薩列瓦沃利亞
50°58′50″N 24°14′22″E / 50.98056°N 24.23944°E
皮薩列瓦沃利亞（烏克蘭語：Писарева Воля），是烏克蘭西北部的村莊，隸屬沃倫州的沃洛德米爾區。該村面積0.24平方公里，海拔高度188米，2001年人口21，人口密度每平方公里0.24人。